# Dark Souls II
Dark Souls II (ダークソウルII, Dāku Sōru Tsū) é um jogo eletrônico do género RPG de ação produzido pela empresa japonesa FromSoftware e publicado primeiro no Japão. Depois de alguns adiamentos, foi lançado internacionalmente pela Bandai Namco Games entre março e abril de 2014 para Microsoft Windows, PlayStation 3 e Xbox 360. Dark Souls II foi lançado após alguns atrasos iniciais, e é o segundo título da série Dark Souls. Passando-se no reino de Drangleic, o jogo segue um personagem morto-vivo amaldiçoado em busca de uma cura para sua aflição.

## Jogabilidade
Dark Souls II é uma entrada na série Dark Souls, conhecida por sua dificuldade, já que tanto chefes quanto inimigos comuns têm o potencial de derrotar o jogador em apenas alguns golpes. Jogadas ruins são punidas severamente pela maioria dos inimigos, e as oportunidades de recuperação de saúde são limitadas. Além disso, a cada morte, a saúde máxima do jogador é reduzida. Esse processo, chamado de hollowing, pode continuar até que a barra de HP atinja um limite inferior definido de 50%. A barra de HP completa do jogador só é recuperada quando ele gasta um item raro. O jogo usa uma forma de moeda conjunta chamada "almas", que são usadas como pontos de experiência para subir de nível e também como moeda para comprar itens em lojas. Após a morte, toda a coleção de almas do jogador é descartada; o jogador pode recuperar suas almas descartadas retornando ao local onde morreu, mas se morrer antes de pegá-las, as almas serão perdidas permanentemente.

## Desenvolvimento
Dark Souls II foi anunciado durante os Spike Video Game Awards em dezembro de 2012. Hidetaka Miyazaki, que foi diretor dos dois jogos anteriores da série, Demon's Souls e Dark Souls, serviu como supervisor, enquanto que a direção ficou a cargo de Tomohiro Shibuya e Yui Tanimura. O jogo se passa dentro do mundo fictício de Drangleic, existindo menções e complementos ao enredo do jogo anterior, Dark Souls. O jogo usa servidores dedicados para o multijogador, e usa dois modos: jogador vs. ambiente (PvE) e jogador vs. jogador (PvP), para além de ter componentes cooperativos. Tal como em jogos anteriores da série, Dark Souls II tem uma jogabilidade desafiadora, mas com gráficos mais poderosos e um sistema de inteligência artificial mais avançado.

## Recepção
De acordo com o site de análises agregadas Metacritic, Dark Souls II recebeu “aclamação universal” por parte da critica especializada, conseguindo a pontuação de 91/100 em todas as versões.

## Expansões
Em 2015, uma versão melhorada incluindo o conteúdo para download (DLC), The Lost Crowns foi lançado para Windows, PlayStation 3 e Xbox 360, o título é uma compilação do jogo original e de todo o conteúdo adicional lançado. Posteriormente, uma nova versão do jogo remasterizada, intitulada Dark Souls II: Scholar of the First Sin, foi lançada para PlayStation 4, Xbox One e Windows ainda no mesmo ano. Uma sequência do jogo, Dark Souls III, foi lançada entre março e abril de 2016.

## Vendas
Poucas semanas após o lançamento, o jogo havia vendido mais de um milhão de cópias nos Estados Unidos e na Europa. Um ano após o lançamento, o jogo havia vendido mais de 2,5 milhões de cópias em todo o mundo.